# Erwin Classen

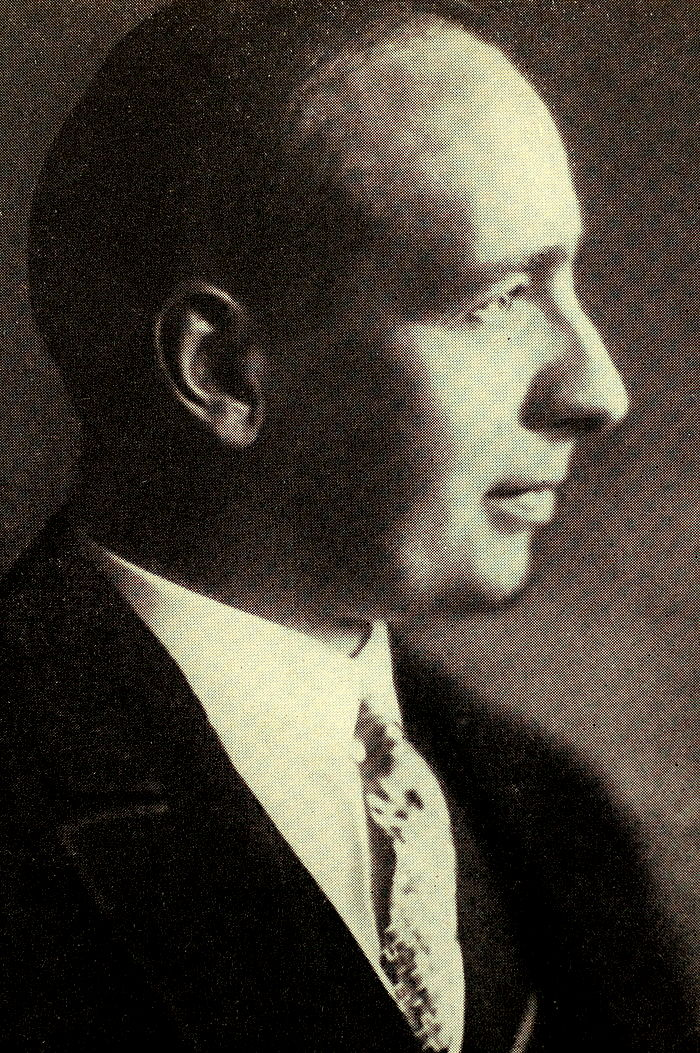
Erwin Classen

Erwin Oskar Alexander Classen (* 5. November 1889 in Aachen; † 8. Februar 1944 in Heidelberg) war ein preußischer Verwaltungsbeamter und Landrat des Kreises Heinsberg und des Landkreises Aachen.

## Leben

### Herkunft aus Ausbildung
Erwin Classen war der Sohn des zuletzt als Professor der Chemie an der Technischen Hochschule in Aachen tätigen Alexander Classen und der Johanna, geb. Bischoff. Nach dem Besuch des Kaiser-Karls-Gymnasium in seiner Heimatstadt, von dem er im Jahr 1908 mit Ablegung der Reifeprüfung abging, studierte er von 1908 bis 1911 an der dortigen Technischen Hochschule und an der Universität in Bonn Rechtswissenschaften. Nach deren Abschluss trat er zum 29. Dezember 1911 als Gerichtsreferendar in den preußischen Verwaltungsdienst ein (Vereidigung am 5. Januar 1912).

### Werdegang
Mit seiner Ablegung der Prüfung zum Regierungsreferendar (24. April 1914) wechselte Classen dann aus dem Justiz- in das Innenressort. Eine Beschäftigung fand er dort zunächst bei der Regierung sowie dem Oberpräsidium Posen, von wo aus er von 1915 bis 1919 mit der vertretungsweisen Verwaltung des Landratsamtes Samter beauftragt wurde. Nach einer weiteren Prüfung und der Ernennung zum Regierungsassessor (8. März 1919) gehörte Erwin Classen vom 1. Mai bis zum 30. Juni 1919 zu der Waffenstillstandskommission, an der auch der damalige Oberbürgermeister von Posen, Ernst Wilms mitwirkte. Mit deren Abschluss wechselte Classen zum 1. Juli 1919 in das preußische Innenministerium nach Berlin, unter dem neuen, aus Posen gebürtigen sozialdemokratischen Innenminister Wolfgang Heine. Nach kaum sechs Monaten kehrte er dann mit seiner Versetzung vom 20. Dezember 1919, an die Regierung Aachen, in seine Geburtsstadt zurück. Am 9. Februar 1920 übertrug sein Dienstherr ihm kommissarisch die Leitung des Kreises Heinsberg (definitive Ernennung 16. Juli 1920), doch wurde seine Amtszeit durch seine Ausweisung, vom 8. Juni 1923 bis zum 13. März 1924, durch die Interalliierte Rheinlandkommission und zeitweise Verhaftung während des Ruhrkampfes unterbrochen. Classen hatte gegen die Besatzung passiv Widerstand geleistet und saß deswegen für sechs Monate in den Gefängnissen in Aachen und Verviers ein. Seine letzte Dienststation als Landrat des Landkreises Aachen wurde Classen am 9. Mai 1928 ebenfalls zunächst kommissarisch übertragen. Auf die Amtseinführung vom 21. Mai folgte am 2. August die Wahl durch den Kreistag und am 16. August 1928 seine definitive Bestallung. Der schwer erkrankte Classen starb noch im Dienst, während seine Heimatstadt bereits schwer zerstört war. Classen war Mitglied der Deutschen Zentrumspartei.
Classen als Aachener Landrat
In der Kreisfestschrift aus 1966 wird Classen als „Persönlichkeit der Distanz, aber ein Mensch mit Gemüt“ beschrieben.:56 Und weiter: 

„„Der Landkreis Aachen gehörte aber zu den wenigen Landkreisen, in denen der Kreisleiter der NSDAP nicht die Entscheidungen des Landkreises diktierte. Der kluge Erwin Classen begegnete dem Drängen und Fordern, den Vorwürfen und Drohungen gelassen, andererseits war er taktisch so souverän, daß er immer wieder die durch die Partei verursachten Schwierigkeiten aus dem Weg räumte. Seine Erfahrungen mit der alliierten Besatzung kamen ihm nun zugute. Nun hätte der Landrat selbst bei dem System des Führerprinzips versuchen können, im Landkreis Aachen Macht zu demonstrieren. Aber Erwin Classen ist der ausgereifte Mensch früherer Jahre geblieben.““

Familie
Der Katholik Erwin Classen heiratete am 29. Juli 1933 in Düsseldorf Bärbel Breuer, geb. Dörr (* 8. April 1897 in Berlin), die protestantische Tochter des Fabrikanten Josef Dörr und der Pauline, geb. Hennig. Er fand seine letzte Ruhestätte in der Grabstätte seiner Eltern auf dem Aachener Ostfriedhof.

## Weblink
- Eintrag in acta borussica, Bd. 12.2, S. 541 (PDF; 2,2 MB)